# Réunions fotbollsförbund
Réunions fotbollsförbund, officiellt Ligue Réunionnaise de Football, är ett specialidrottsförbund som organiserar fotbollen i Réunion.
Förbundet grundades 1957 och gick med i Caf 17 december 1992. Förbundet är inte anslutet till Fifa. Réunions fotbollsförbund har sitt huvudkontor i staden Saint-Denis.